# أفعال القلوب
أفعال القلوب، وتسمى أفعال الشك واليقين أيضا، هي عند النحاة ظننت وحسبت وخلت وزعمت وعلمت ورأيت ووجدت. وتسميتها بأفعال القلوب ظاهر. أما تسميتها بأفعال الشك واليقين فكأنهم أرادوا بالشك الظن، وإلا فلا شيء من هذه الأفعال بمعنى الشك، أي تساوي الطرفين، فهذه سبعة أفعال تشترك في أنها موضوعة للحكم بتعلق شيء بشيء على صفة، فلذا اقتضت مفعولين. وفائدتها الإعلام بأن النسبة حاصلة عما دل عليه الفعل من علم أو ظن. والحصر على السبعة باعتبار مدلوله النوعي فإن بعضها للظن وبعضها للعلم وبعضها مشترك فيهما. فذكر كل نوع ما هو مشهور منه والفرق بين مفعولي هذه الأفعال وبين مفعولي باب أعطيت أن المفعول الثاني فيها عين الأول وأن المفعول الثاني في باب أعطيت غير الأول كما هو المشهور. ومما يشبه أفعال القلوب في مجرد نصب جزئي الاسمية لا في خواصها من الإلغاء والتعليق اتخذ وصير وجعل وترك وشعر ودرى وألفى وتوهم وهب بمعنى أحسب.